# Схевенинген
Схевенинген (хол. Scheveningen) је некадашње рибарско село Англосаксонаца или Скандинаваца у провинцији Јужна Холандија, данас предграђе Хага, седишта холандске владе. У Схевенингену се налази и истоимени затвор за потребе Хашког суда. 
У историјским изворима Схевенинген се први пут помиње око 1280. као Sceveninghe. Данас је то модерно излетиште са дугом пешчаном плажом, светиоником и видиковцем на крају уздигнутог мола, хотелима и ресторанима грађеним по туристичким концептима 20. века. Међу туристима је нарочито популарно сурфовање и пуштање змајева. 